# Li Shixin
Li Shixin (en chino: 李世鑫; Yulin, 12 de febrero de 1988) es un deportista chino que compite por Australia desde 2019 en saltos de trampolín.
Ganó cinco medallas en el Campeonato Mundial de Natación entre los años 2011 y 2024.

## Palmarés internacional
| Representando a China     |                    |                   |               |
| Campeonato Mundial        |                    |                   |               |
| Año                       | Lugar              | Medalla           | Prueba        |
| 2011                      | Shanghái (China)   | Medalla de oro    | Trampolín 1 m |
| 2013                      | Barcelona (España) | Medalla de oro    | Trampolín 1 m |
| Representando a Australia |                    |                   |               |
| Campeonato Mundial        |                    |                   |               |
| Año                       | Lugar              | Medalla           | Prueba        |
| 2022                      | Budapest (Hungría) | Medalla de bronce | Trampolín 1 m |
| 2024                      | Doha (Catar)       | Medalla de plata  | Trampolín 1 m |
| 2024                      | Doha (Catar)       | Medalla de bronce | Equipo mixto  |